# Distrito de Esslingen
El Distrito de Esslingen es un distrito rural (Landkreis) situado en el centro del estado federal de Baden-Wurtemberg. Los distritos vecinos son (empezando por el norte y en el sentido de las agujas del reloj), en el noroeste el Distrito de Rems-Murr, en el este el Distrito de Göppingen, en el sur el Distrito de Reutlingen, en el oeste se localiza el Distrito de Böblingen y en el noroeste el Distrito Urbano de Stuttgart. La capital del distrito recae sobre la ciudad de Esslingen am Neckar.

## Geografía
El Distrito de Esslingen es dividido en dos partes por el Neckar, el cual llega al distrito desde el sudoeste. La parte del oeste contiene mayormente la meseta de los „Filder“ (Filderebene). La parte del este contiene parte de los 	estribos del Jura de Suabia y del Schurwald (parte de las montañas suebas-francones). En su territorio el Fils desemboca en el Neckar cerca de Plochingen.

## Demografía
El número de habitantes ha sido tomado del censo de población (¹) o datos de la oficina de estadística de Baden-Wurtemberg.
| Año                     | N.º Habitantes |
| ----------------------- | -------------- |
| 31 de diciembre de 1973 | 450.515        |
| 31 de diciembre de 1975 | 450.232        |
| 31 de diciembre de 1980 | 460.156        |
| 31 de diciembre de 1985 | 456.362        |
| 27 de mayo de 1987 ¹    | 460.429        |

| Año                     | N.º Habitantes |
| ----------------------- | -------------- |
| 31 de diciembre de 1990 | 480.436        |
| 31 de diciembre de 1995 | 490.169        |
| 31 de diciembre de 2000 | 500.666        |
| 31 de diciembre de 2005 | 514.245        |
| 30 de junio de 2006     | 514.174        |

## Ciudades y municipios
(Habitantes a 30 de junio de 2005)
| Ciudades 1. Aichtal (9.771) 2. Esslingen am Neckar (92.091) 3. Filderstadt (43.717) 4. Kirchheim unter Teck (39.970) 5. Leinfelden-Echterdingen (37.035) 6. Neuffen (6.231) 7. Nürtingen (40.486) 8. Ostfildern (34.122) 9. Owen (3.495) 10. Plochingen (14.319) 11. Weilheim an der Teck (9.670) 12. Wendlingen am Neckar (15.711) 13. Wernau (Neckar) (12.388) Distritos administrativos Los "Distritos Administrativos" son dos (o más) municipios que unen sus administraciones (en España, algo así como "Mancomunidades") 1. Kirchheim unter Teck 2. Lenningen 3. Neckartenzlingen 4. Neuffen 5. Nürtingen 6. Plochingen 7. Reichenbach an der Fils 8. Weilheim an der Teck 9. Wendlingen am Neckar | Municipios 1. Aichwald (7.744) 2. Altbach (5.740) 3. Altdorf (1.462) 4. Altenriet (1.855) 5. Baltmannsweiler (5.552) 6. Bempflingen (3.363) 7. Beuren (3.401) 8. Bissingen an der Teck (3.659) 9. Deizisau (6.552) 10. Denkendorf (10.529) 11. Dettingen unter Teck (5.642) 12. Erkenbrechtsweiler (2.133) 13. Frickenhausen (8.847) 14. Großbettlingen (4.103) 15. Hochdorf (4.690) 16. Holzmaden (2.145) 17. Kohlberg (2.321) 18. Köngen (9.681) 19. Lenningen (8.572) 20. Lichtenwald (2.508) 21. Neckartailfingen (3.889) 22. Neckartenzlingen (6.370) 23. Neidlingen (1.908) 24. Neuhausen auf den Fildern (11.463) 25. Notzingen (3.494) 26. Oberboihingen (5.385) 27. Ohmden (1.714) 28. Reichenbach an der Fils (8.029) 29. Schlaitdorf (1.709) 30. Unterensingen (4.515) 31. Wolfschlugen (6.264) |